# Гармул
Гармул або Гасмул (д/н — 578) — останній володар Мавро-римського царства.

## Життєпис
Про батьків нічого невідомо. Можливо, був сином Стотзи, мавро-римського правителя. Після загибелі того 545 року був досить малим, розпочавши самостійну діяльність наприкінці 560-х років. Або був іншим нащадком царя Масуни. Перші згадки про Гармула відносяться до 569 року, коли він відновив боротьбу з візантійською владою. Причиною цього був наступ імперії на інтереси царства Гармула. Спочатку діяв доволі успішно: у 569 році завдав поразки преторіанському префекту Феодору, 570 року переміг magister militum Africae (військового магістра Африки) Феоктіста, який загинув, 571 року завдав поразки наступнику Феоктіста — Амабілію, який також загинув.
Внаслідок цього Гармул зумів відновити контроль над більшою частиною провінцій Мавретанія Перша і Мавретанія Друга (узбережні міста формально підпорядковувалися імперії, сплачували данину, а велика кількість населення пересилилася до Візантійської Іспанії). Також успішно діяв в Бізацені і Нумідії. 
З огляду на це імператор Тиберій II Костянтин призначив преторіанським префектом Фому (раніше вже обіймав цю посаду й мав неабиякий авторитет серед берберів), а військовим магістром — Геннадія. Обидва візантійці розпочали кропітку підготовку до війни з Гармулом, з яким було укладено мирний договір, за яким той отримав захоплене. Але у 578 році візантійське військо раптово виступило проти Мавро-римського царства, завдавши поразки Гармулу, що не чекав нападу. Цар Гармул загинув, а території колишніх римських провінцій у Мавретанія знову підкорилися Візантії. Саме Мавро-римське царство припинило існування: навколо колишньої столиці Алтава утворилася невеличка держава, частину було захоплено державою Аврес, союзником візантійців, більша частина увійшла до складу візантійської імперії.